# 福利姬
福利姬是指Cosplay成動漫角色的女性，以Cosplay的名義販賣大尺度的照片和視頻盈利，甚至提供線下性服務。概念源於日本，在傳入中國大陸後成為一種地下色情產業。福利姬是一個日語合成詞，「姬」在日語中是「公主」的意思，而「福利」源於日語「殺必死」，在中文網絡中指「服務」讀者的帶有軟色情的畫面。隨著日本ACG作品在青少年之間的流行，喜歡ACG作品的青年也喜歡扮演成作品中角色的模特，在這個基礎上，催生了福利姬的群體。

## 發展
福利姬會在各個網絡社交平台活躍，在線上，福利姬通過售賣軟色情圖包、音視頻、好友位費用和會員費來掙錢，而在線下，則通過援交和販賣一些穿過的貼身「原味」衣物盈利。早期主要在九月久、七色（小公举）、PR社一類的應用程式活動。2018年5月杭州警方搗破相關號稱「美少女直播」的應用程式，福利姬之後轉去微博、貼吧進行活動，福利姬一般會在熱門的微博下回復一些性感的圖片和挑逗的文字，並留下QQ或者微信賬號引流。隨著中國國內打擊力度的增加，福利姬轉到Tumblr活動，直到2018年12月Tumblr宣佈全面禁止成人內容。福利姬目前在Twitter上活躍，並且發展Telegram和微信群組以按月收費的方式獲利，還會建立核心的高級微信群；此外還有福利姬的中介，提供線下服務形成完整產業鏈。Bilibili作為中國大型的ACG平台也是福利姬主要活躍的社區，2020年全国“扫黄打非”工作小组办公室點名批評Bilibili某些內容存在色情低俗的問題，全年有500多次投訴，上海相關部門六次處罰、十次約談Bilibili。
第十三屆全國政協常務委員甄貞認為現在「福利姬」已經成為「未成年人援交」的替代詞，中國國内的網絡監管嚴重不足、立法存在疏漏，呼籲應該儘早完善相關法律。

## 群體特點
福利姬普遍為未成年，华东政法大学的柳箫經過田野調查發現，未成年人大約在15歲左右初次接觸或成為福利姬，大多數從社交媒體或身邊朋友接觸到福利姬資訊，福利姬以女性為主，也有部分是男性或跨性別者（藥娘）。柳箫也表示福利姬與二次元文化之間沒有必然聯繫，未成年人成為福利姬的主要誘因是經濟需求，絕大多數福利姬出身小康家庭，不是因為貧窮成為福利姬，而是為了滿足消費慾望，其他誘因是情感偏好、生理需求和朋輩影響。同時柳箫也發現受訪者大多有家庭問題、性侵、校園霸凌等不好的經歷。大多數福利姬都有學生身份，活動自由度高，可以隨時決定減少或停止提供色情服務。

## 相關黑話
紳士：對購買福利姬照片的男性的稱呼。
肉照：福利姬尺度比較大的照片。
原味：福利姬穿過的貼身衣物（原味內褲等）。
好友位：在網絡社交群組中加福利姬好友需要支付的價位。
投喂：指付錢给福利姬。
投食：指購買照片的行為。

## 流行文化
- 遊戲《全網公敵》的DLC「甜蜜之家」有描述福利姬的劇情。